# Australian Writers' Guild
Pour les articles homonymes, voir AWG.
L’Australian Writers' Guild (AWG) est une guilde fondée en 1961 regroupant les scénaristes de cinéma, de télévision et de théâtre d'Australie.
Elle remet chaque année depuis 1967 les Australian Writers' Guild Awards (AWGIE Awards).

## Catégories de récompense

### Cinéma
- Meilleur scénario original pour un film
- Meilleur scénario adapté pour un film
- Meilleur scénario pour un film d'animation
- Meilleur scénario pour un court métrage

### Télévision
- Meilleur scénario pour une série
- Meilleur scénario original pour une mini-série
- Meilleur scénario adapté pour une mini-série
- Meilleur scénario pour un serial
- Meilleur scénario pour un téléfilm

### Théâtre
- Meilleur scénario pour la scène
- Meilleur scénario d'un spectacle local ou de jeunesse
- Meilleur scénario pour le jeune public
- Meilleur scénario pour l'enfance
- Meilleur scénario pour un spectacle musical

### Spéciales
- Major Award
- Fred Parsons Award
- Hector Crawford Award